# Teix
|  | Aquest article tracta sobre l'arbre. Vegeu-ne altres significats a «Puig del Teix». |

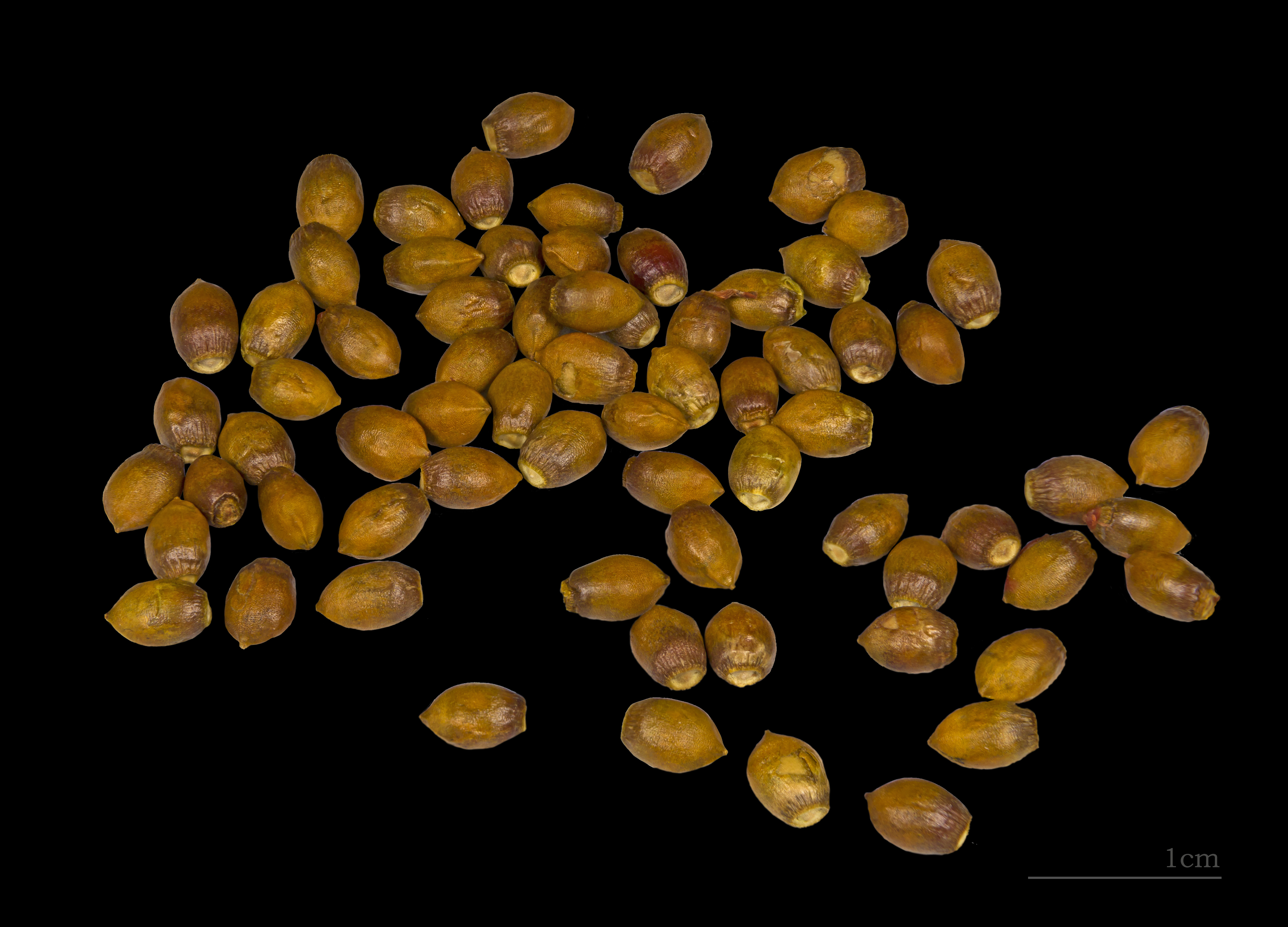
Llavors

El teix (Taxus baccata) és una espècie de conífera de la família Taxaceae nadiua del paleàrtic occidental (Europa occidental, central i meridional, nord-oest d'Àfrica, nord de l'Iran i el sud-est asiàtic).

## Característiques
És un arbre que pot créixer fins a 10 o 20 m, excepcionalment 28 m. Té un tronc marró gruixut que pot arribar als 4 m de diàmetre. El seu creixement és lent i pot arribar a viure 4.000 anys. Les fulles, lanceolades, primes i de to verd fosc, mesuren 1-4 cm de llarg per 2-3 mm d'ample i s'agrupen espiralment sobre el peduncle.
És una planta dioica, encara que ocasionalment monoica, que pot canviar de sexe segons l'estació. Cada pinya conté una única llavor de 4-7 mm de llarg, que s'envolta d'una estructura vermella que li dona forma de baia anomenada arillus, que madura de 6 a 9 mesos després de la pol·linització. Els ocells es mengen els fruits i dispersen les llavors.

## Etimologia
El nom genèric Taxus, és llatí, ja utilitzat per Virgili i Plini, derivat sembla del grec taxis, que vol dir 'fila', per la disposició de les seves fulles, o per la seva fusta resistent i flexible per fer taxon ('arc'), o de toxicos, verí.
El nom específic baccata prové del llatí bacca, 'baia', amb referència al tipus de fruit.

## Ecologia
El teix és una gimnosperma de la família de les taxàcies (subdivisió Coniferophytina, classe Pinopsida); família que comprèn al voltant de 20 espècies, totes a l'hemisferi boreal, menys una a l'illa de Nova Caledònia. L'àrea natural del teix, considerada en sentit estricte, comprèn Europa, centre, nord i oest d'Àsia, el Marroc, Algèria, Açores i Madeira, i es troba gairebé sempre aïllat i escàs. A l'estat espanyol, es troba en quasi totes les serralades i a les Balears, formant parcel·la a la serra de Mariola. La serra Tejeda en la Penibètica deu el seu nom a antigues parcel·les d'aquesta espècie.
Al Principat, viu des de l'estatge montà fins al subalpí, a les torrenteres i als cingles ombrívols, altituds de l'ordre dels 800-1.100 m. No forma mai boscos; és rar a les Illes Balears. A Tarragona, els teixos estan molt ben representats i als boscos de Poblet, Montsant, Cardó, Rasquera o dels Ports, són prou abundants, amb exemplars únics a Catalunya i fins en tot l'estat, encara que a Girona hi ha exemplars coneguts per la seva singularitat.
El teix viu en qualsevol tipus de sòl, encara que millor en els calcaris, però sempre en llocs fresquívols, humits i de sòl profund, normalment en barrancs i fondalades de muntanya. Resisteix bé el fred i requereix un cert grau mínim d'humitat en l'ambient i en el sòl. És freqüent company d'aurons, grèvols i d'altres espècies d'anàlogues exigències.

## Descripció

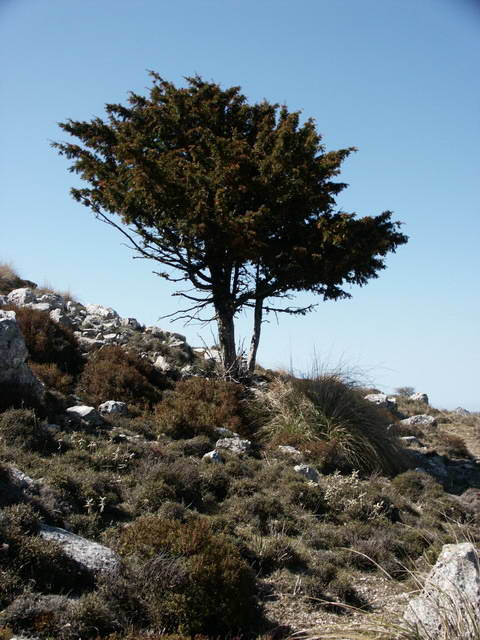
Un teix al puig del Teix, a Mallorca

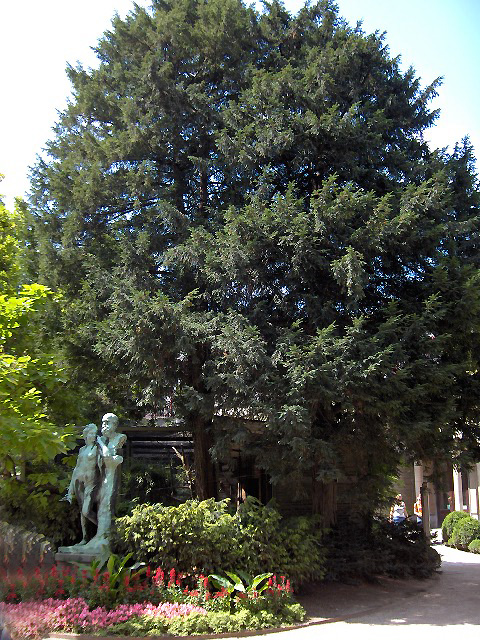
Un exemplar devora una estàtua de Charles Darwin

Arbre perennifoli, d'alçada mitjana, no sol passar dels 10 m, tot i que pot arribar a atènyer fins a uns 20 m. Té el tronc gruixut, d'escorça bruna i llisa, que es clivella i cau formant crostes. Capçada de forma piramidal, d'un verd trist i fosc, formada per branques molt obertes i molts branquillons pènduls. És de creixement molt lent, però d'una gran vigoria, i se n'han trobat exemplars mil·lenaris. Les seves arrels són més aviat superficials que profundes, però estan molt esteses i allargades.
Fulles linears, d'1 a 3 cm, acabades en punta, d'un verd fosc per l'anvers i més pàl·lides pel revers. La base del pecíol es perllonga en una mena de veta que s'enganxa a la branca.
És una planta dioica, té flors unisexuals, masculines i femenines en peus diferents, hi ha arbres masculins i arbres femenins; molt rarament monoica. Inflorescències masculines, molt petitones, a les axil·les de les fulles, globoses, generalment revirades cap avall; cada flor es compon de 6-14 estams claviformes, grogosos, de cap poligonal, dels quals pengen 4-8 sacs pol·línics, generalment 5. Flors femenines solitàries, en l'extrem d'un petit eix axil·lar revestit de bràctees, molt petites i poc visibles, amb aspecte de borrons escamosos, amb el coll de l'òvul visible en el seu centre; donen una sola llavor de color verdós bru, que es guarneix amb un embolcall carnós de color roig viu (aril) que actua d'element d'atracció dels ocells, encarregats de dispersar les llavors. Floreix a finals d'hivern o al començament de la primavera i el fruit madura a final d'estiu o a la tardor del mateix any. La floració del teix es produeix amb regularitat, i els peus femenins fructifiquen cada any, sempre que no es trobin massa separats dels masculins.

## Usos i tradicions
El teix és molt utilitzat en horticultura ornamental i n'existeixen moltes varietats. La seva fusta s'empra per a la fabricació de diferents tipus de mobles i, excepte els arilli, contenen una substància anomenada taxina que s'empra en tractaments de quimioteràpia i és tòxica.
Es creu que tenia un significat místic i sagrat en cultes pagans precristians i, a vegades, hi ha teixos prop de les esglésies cristianes. Alguns estudiosos sostenen que la construcció d'alguns temples cristians es feu al costat de teixos preexistents considerats sagrats.
De fusta dura, compacta, resistent, elàstica, imita molt bé l'eben; molt estimada per ebenistes; antigament, s'utilitzava per a fabricar arcs i també llances, que els romans anomenaven taxus. Per la resistència a la putrefacció, alguns faraons l'utilitzaven per a construir-ne sarcòfags. S'utilitzava molt en ornamentació, donant-li formes capricioses. Es pot plantar aïllat, formant bovades, avingudes. És un arbre que abundava molt antigament i per les seves utilitzacions ha anat minvant; avui en dia, es troba en via d'extinció; ara està protegit i n'és evident la recuperació.
El teix té fama des de l'antiguitat d'emmenagog i narcòtic. És una planta molt verinosa a causa de l'alcaloide que conté, la taxina, que produeix hipotensió, depressió cardíaca i després la mort. Tot l'arbre és tòxic, excepte l'aril que envolta la llavor. La taxina no actua de la mateixa manera per a tots els animals, ja que alguns remugants, especialment les cabres i les vaques, la toleren relativament bé, encara que les vaques poden tenir avortaments. Per als èquids és mortal, i per a l'ésser humà, altament perillosa. Tot i el seu aspecte bonic, però a la vegada tenebrós, ha donat lloc a quantitat de llegendes i històries, més o menys certes, però sempre interessants.
Últimament s'ha descobert que el taxol, que s'extreu de l'escorça del teix, és una substància amb propietats anticanceroses, eficaç contra el càncer d'ovari, pell, mama i còlon; amb el greu inconvenient que són necessaris molts quilos d'escorça per a obtenir petites quantitats de taxol; obstacle que serà aviat superat amb l'obtenció de grans quantitats de taxol mitjançant mètodes de laboratori basats en el cultiu de cèl·lules vegetals procedents del teix, segons estudis realitzats al Center for Plant Biotechnology de la Universitat de Toronto (Canadà).

## Construcció d'arcs

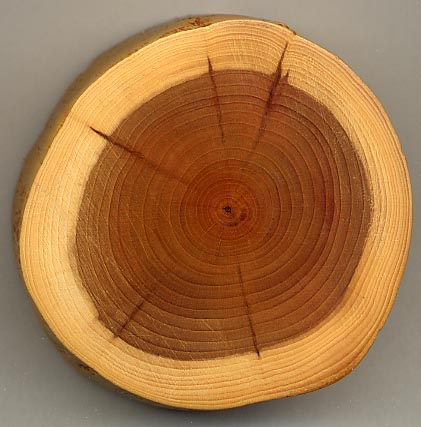
Tall transversal d'un tronc de teix, on es veuen bé 27 anells de creixement, el duramen (la fusta fosca) i l'albeca (la fusta clara). Les marques radials corresponen a nusos.

Els primers arcs foren de fusta, d'una sola peça (monòxils). Els arcs primitius probablement es construïen d'una branca prima i relativament recta d'un arbre i no es treballaven gaire (fora de llevar l'escorça). Aquestes branques usades en brut, considerant la distribució de les tensions de la peça (en el tronc i les branques d'un arbre la part exterior treballa a tracció i el nucli treballa a compressió) eren més difícils de trencar (la fusta és molt resistent a la tracció i no tant a la compressió; una branca sencera sotmesa a flexió necessita un esforç més gran per a trencar-se que una peça de fusta del mateix diàmetre però treballada i sense tensións superficials). Per moltes raons els arcs de temps remots es tallaren i s'afinaren, adoptant una forma fusiforme desencordats. Més gruixits al centre i més prims als extrems. De qualsevol manera, un testimoni relativament modern com Gerald de Gal·les (c. 1146 – c. 1223) parlava dels arcs gal·lesos fets d'una branca en brut però molt potents.

### Longbows

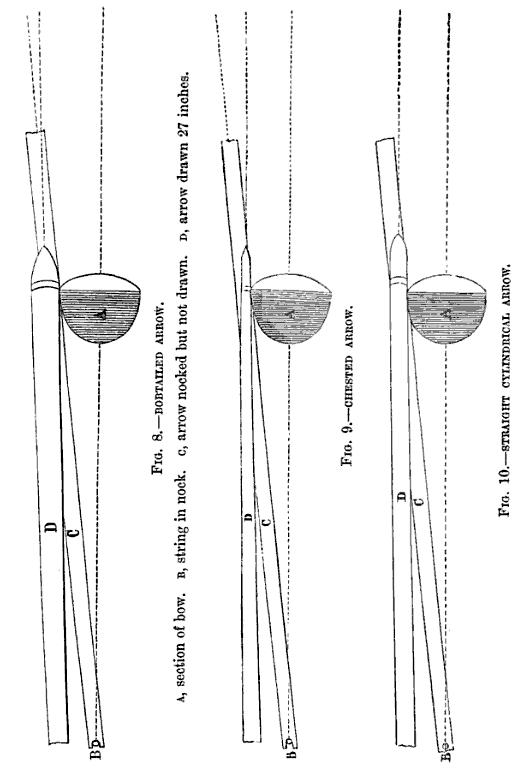
Figura 7. Albeca i duramen indicats a la secció de l’arc.

Els arcs llargs de les batalles de Crécy  i  Azincourt es fabricaven de fusta de teix d’una sola peça, a partir d’una ascla formada d’albeca i duramen. Un cop encordat l’arc, a la part interior quedava el duramen mentre que l’albeca quedava a l'exterior.
Pel que fa a la faiçó de les seccions, la part central era rodona mentre que els braços adoptaven una forma semblant a una D (lletra d) arrodonida. (Vegeu la figura 7, que indica la secció de l’arc representant l’albeca i el duramen).

## Normativa
El teix és una espècie protegida a Catalunya, des del 1984 està prohibit recol·lectar-lo, tallar-lo i desarrelar-lo. Els exemplars que es comercialitzen han de procedir d'altres zones on sigui legal la seva recol·lecció i no està permesa la seva venda com a arbre de Nadal. Únicament es permet recollir-lo i utilitzar-lo amb finalitats científiques o educatives i amb autorització prèvia de la Direcció General del Medi Natural.
Al País Valencià el teix està catalogat com a espècie "vigilada"per la normativa valenciana. Des de la creació en l'any 1994 del Banc de Llavors Forestals de la Generalitat Valenciana, embrió de l'actual CIEF, es van iniciar els treballs de conservació de l'espècie amb la recol·lecció de llavors de diferents procedències. Des de llavors ha constituït un objectiu prioritari del centre, amb accions com l'inventari i caracterització de poblacions, recol·lecció i gestió de germoplasma, noves plantacions i reforç de poblacions, etc.